# Mladenovac (Mladenovac)
Mladenovac (em cirílico:Младеновац) é uma vila da Sérvia localizada no município de Mladenovac, pertencente ao distrito de Belgrado, nas regiões de Šumadija e Kosmaj. Possuía uma população de 1539 habitantes segundo o censo de 2002.

## Demografia
| 1948  | 1953  | 1961  | 1971  | 1981  | 1991  | 2002  |
| ----- | ----- | ----- | ----- | ----- | ----- | ----- |
| 1 033 | 1 042 | 1 221 | 1 306 | 1 613 | 1 901 | 1 539 |